# Aegomorphus doctus
Aegomorphus doctus es una especie de escarabajo longicornio del género Aegomorphus,  subfamilia Lamiinae. Fue descrita científicamente por Bates en 1880.
Se distribuye por América del Norte, en México. Mide 17-18 milímetros de longitud.